# 福克贝克
福克贝克（德語：Fockbek）是德国石勒苏益格－荷尔斯泰因州的一个市镇。总面积26.65平方公里，总人口6213人，其中男性2934人，女性3279人（2011年12月31日），人口密度233人/平方公里。